# Ha-Bajit ha-le'umi
Ha-Bajit ha-le'umi (hebrejsky הבית הלאומי‎, doslova Národní domov) byla krátce působící politická strana v Izraeli v roce 2006.

## Pozadí
Strana vznikla 5. února 2006, kdy se dva poslanci Knesetu Chemi Doron a Eli'ezer Sandberg oddělili od Chec (která se krátce předtím sama oddělila od Šinuj). Strana obdržela 600 000 šekelů na financování strany (převedených z Chec).
Strana byla rozpuštěna krátce před volbami v březnu 2006, kdy Doron i Sandberg vstoupili do Likudu. Byli zařazeni na kandidátní listinu Likudu do Knesetu na symbolické 117. a 118. místo. Oba přišli o mandát.